# Gigmoto
Gigmoto ist eine philippinische Stadtgemeinde der Inselprovinz Catanduanes. Sie hat 8368 Einwohner (Zensus 1. August 2015), die in 9 Barangays leben. Die Gemeinde wird als teilweise urban beschrieben und gehört zur fünften Einkommensklasse der Gemeinden auf den Philippinen. Gigmoto liegt an der Ostküste der Insel, an der Philippinensee.
Gigmoto hat eine hügelig bis gebirgig beschriebene Topographie, in der Teile des Natur- und Wasserschutzgebiets Catanduanes Watershed Forest Reserve mit seinen ausgedehnten Regenwaldbeständen liegen.
Das Klima der Insel Catanduanes wird als Type II klassifiziert, mit keiner ausgeprägten Trocken- oder Regenzeit, die stärksten Niederschläge fallen von Oktober bis Dezember. Die Gemeinde liegt innerhalb des Typhongürtels auf den Philippinen.

## Baranggays
| - Biong - Dororian - Poblacion District I - Poblacion District II - Poblacion District III - San Pedro - San Vicente - Sicmil - Sioron |